# Groninger Kerken
De stichting Groninger Kerken (voluit: Stichting Oude Groninger Kerken, SOGK) probeert de erfenis van eeuwen kerkenbouw in de provincie Groningen voor het nageslacht te bewaren. De organisatie is anno 2022 eigenaar van 99 kerken, negen losse kerktorens en twee synagogen. Ze stelt zich ten doel deze gebouwen in stand te houden, hetzij als kerkgebouw, dan wel met een nieuwe bestemming. Naast de kerkgebouwen richt de stichting zich ook op het herstel en behoud van de 57 oude kerkhoven die zij in bezit heeft. 
De stichting werd in 1969 opgericht als de eerste regionale stichting in Nederland die zich inzette voor het onderhoud van kerken. Het initiatief kwam van de Provinciale Kerkvergadering der hervormde kerk. De eerste voorzitter was predikant Bjarne Kristensen. Enkele van de bekendste personen voor de organisatie waren Regnerus Steensma en Harry de Olde.
Het bezit van de stichting bestaat in hoofdzaak uit kerken uit de twaalfde en dertiende eeuw. Daarnaast bezit de stichting  ook enige jongere kerken. Vereiste voor overname is dat de kerk op de monumentenlijst staat. Dit om aanspraak te kunnen maken op restauratiesubsidies. In het bezit bevinden zich enkele parels van de romanogotiek. 
De stichting geeft vier keer per jaar het tijdschrift Groninger Kerken uit. Het kantoor van de stichting is gevestigd in de Remonstrantse kerk in de stad Groningen.